# Castillo de la Luz

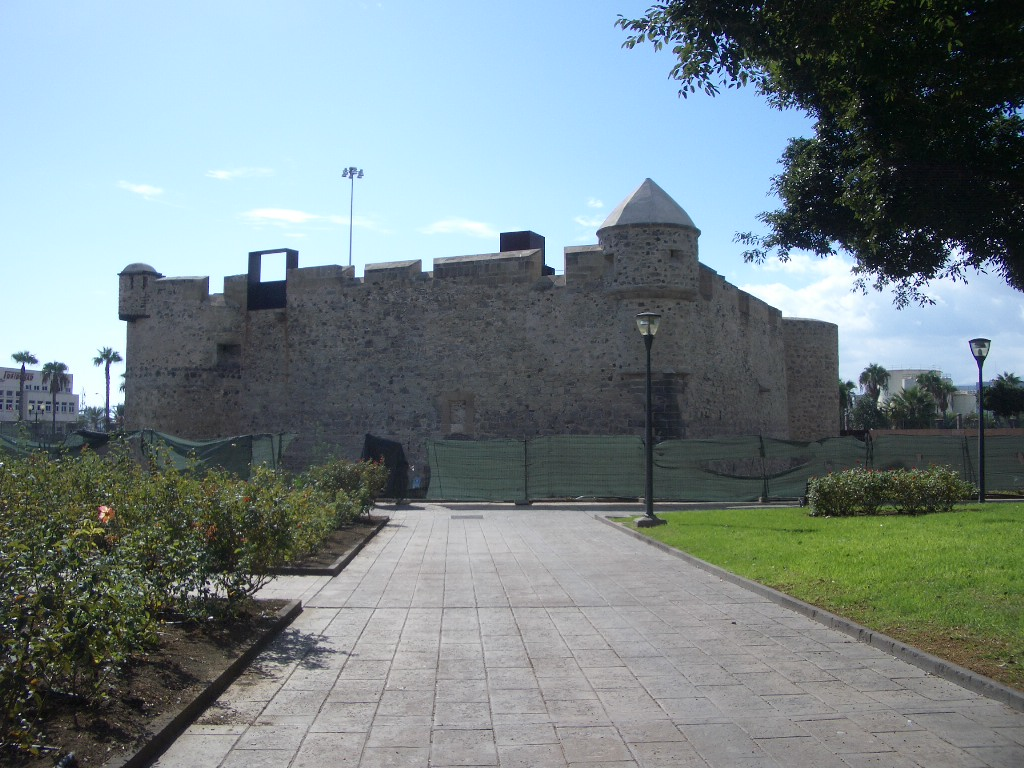
Castillo de la Luz

Das Castillo de la Luz ist eine früher am Meer gelegene Festung im Norden von Las Palmas de Gran Canaria auf den Kanarischen Inseln. Anfang 2014 wurde sie nach jahrelanger Renovierung als Meeresmuseum und Ausstellungsort für Kunst wiedereröffnet.

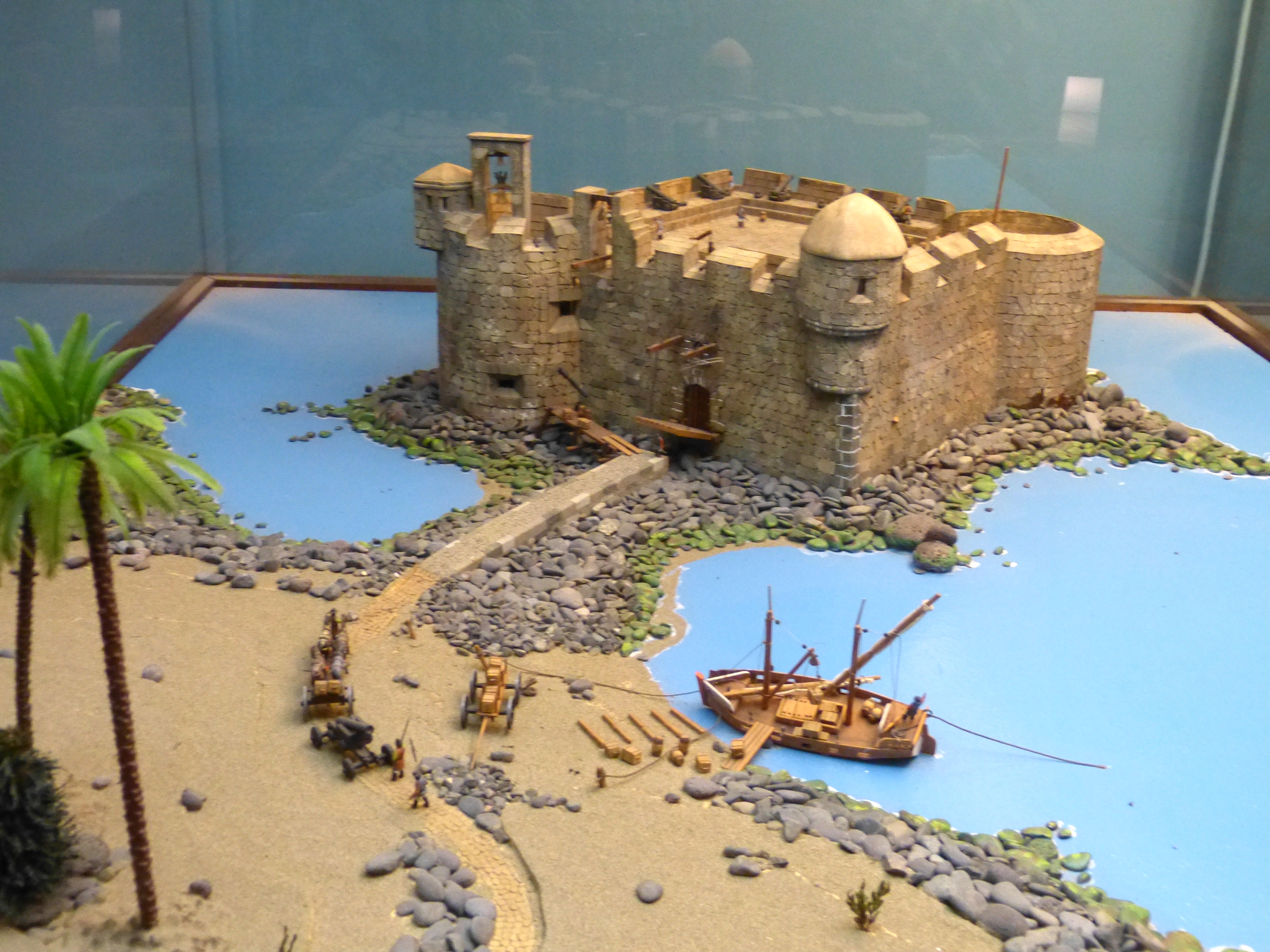
Zustand der Festung Ende 15. Jhd. Modell in der Casa de Colón (Las Palmas)

Der viereckige Bau mit massiven Mauern entstand 1541 auf den Überresten der Festungsmauern einer zerstörten Burg aus der Eroberungszeit. Sie wurde hauptsächlich zum Schutz vor Piraten errichtet und war mit elf Kanonen ausgestattet. Über Jahrhunderte bildete sie, damals noch am Meer gelegen, eine wichtige Verteidigungsanlage gegen Angriffe von der Seeseite. So gelang es Francis Drake 1595 nicht, mit einer englischen Flotte die Festung einzunehmen, jedoch 1599 dem Niederländer Pieter van der Does, und dieser plünderte und brannte sie nieder. Ab 1601 wurde sie wiederhergerichtet. Im 19. Jahrhundert wurde die militärische Nutzung aufgegeben.
Durch Landgewinnung hat das Gebäude keinen Kontakt mehr mit dem Meer. Es steht seit 1941 unter Denkmalschutz. Seit dem Abschluss einer ersten Restaurierung (1969–1972) befanden sich darin ein Schifffahrtsmuseum und weitere Ausstellungsräume. Außerdem fanden Kulturveranstaltungen statt. 1990 wurde die Festung restauriert. Nachdem das Architekturbüro Nieto Sobejano Arquitectos 1998 den Wettbewerb zu einer Neugestaltung des Gebäudes gewonnen hatte, begannen 2001 Umbauarbeiten, sodass die Innenräume jahrelang nicht besichtigt werden konnten. Der ursprünglich auf zwei Jahre angelegte Umbau kostete etwa 6,6 Millionen Euro und wurde immer wieder verzögert, durch archäologische Funde, den Bankrott der Baufirma 2007 und Vandalismus 2011.
Am 28. Januar 2014 wurde die Burg als Meeresmuseum und Ausstellungsort für Kunst nach 13-jähriger Sanierung von dem Kronprinzenpaar wiedereröffnet. Ab Juni 2014 werden dort auch Arbeiten des in Las Palmas geborenen Künstlers Martín Chirino ausgestellt. Die Sanierung steht im Zusammenhang mit einer großangelegten Umgestaltung der Stadt.